# راجر الیوت
راجر الیوت (انگلیسی: Roger Elliott; ح. ۱۶۶۵ – ۱۶ مهٔ ۱۷۱۴ ) فرد نظامی اهل پادشاهی بریتانیای کبیر بود.